# Jotika Hermsen
Jotika Hermsen (Leesten, 29 juli 1932) is een Nederlandse lerares in de vipassana-meditatie. Van 1992 tot 2010 gaf ze leiding aan een boeddhistische tempel in Amsterdam in de theravadatraditie. In 1993 was ze oprichtster van de stichting Sangha Metta, waarmee ze de vipassana-meditatie toegankelijker maakte voor vrouwen. Daarvoor ontving ze in 2005 de Outstanding Women in Buddhism Award van de Verenigde Naties. In haar leven had ze ook drie andere namen en identiteiten: ze groeide op als boerendochter Jo (1932-1953), was christelijk kloosterzuster Marie-Louise (1953-1976) en gaf als Joke (1977-1995) onder meer leiding aan de Nederlandstalige cocounselingbeweging.

## Oudste boerendochter Jo
Johanna Alleberta Maria (roepnaam Jo) was de oudste dochter van Johan Hermsen (1900-1988) en Dina Hermsen-Verwoolde (1910-1999), en groeide op met vijf zussen en vier broers in de buurtschap Leesten (nu een wijk van Zutphen). Ze was voorbestemd om boerin te worden. Na de zevende en achtste klas van de lagere school ging ze twee jaar naar de naaischool, en van haar zestiende tot haar achttiende zat ze intern op de Landbouwhuishoudschool in Denekamp van de zusters franciscanessen.

## Kloosterzuster Marie-Louise
Jo maakte echter een andere keuze. Op haar 21ste trad ze in als kloosterzuster bij de franciscanessen van Denekamp. Daar kreeg ze de kloosternaam Marie-Louise. Vanuit het klooster deed ze mavo-examen en werd ze in 1956 als eerste non toegelaten op de Rooms-Katholieke School voor Maatschappelijk werk (later Sociale Academie) in Enschede. Van 1960 tot en met 1962 begeleidde ze als ‘rectrix’ in het Sint-Josefziekenhuis in Enschede de intern wonende leerling-verpleegkundigen. In 1962 werd ze overgeplaatst naar Heerenveen, waar ze een functie kreeg als maatschappelijk werkster. In 1964 werd ze teruggeroepen naar Denekamp om de jonge zusters (novicen) daar te gaan begeleiden. Om hen goed les te kunnen geven, studeerde ze van 1964 tot 1968 MO-A theologie in Nijmegen. Na 1966 traden er geen nieuwe vrouwen meer in. In 1978 vormde ze met de laatste vijf novicen een experimentele leefgroep in Hengelo. Haar medezusters traden een voor een uit, en in 1976 sloot zij de rij.

## Cocounselingleidster Joke
Als Joke werd ze in 1978 leidster van de herwaarderings- of cocounselinggemeenschap in Nederland, een wereldwijde zelfhulpbeweging waar zij zelf vanaf 1974 veel baat bij had. De termen ‘cocounseling’ en ‘herwaarderingscounseling’ worden in deze op persoonlijke groei gerichte beweging door elkaar gebruikt. ‘Co’ verwijst naar de manier waarop gewerkt wordt, als gelijken: je bent om beurten counselor (begeleider) en cliënt, zonder elkaar daarvoor te betalen. De term ‘herwaardering’ zegt meer over de inhoud: nadat je opgelopen pijn hebt geuit, krijg je weer waardering voor jezelf. In deze cocounseling gaf ze ook les als docente aan een feministische opleiding voor welzijnswerksters (IVABO, Instituut voor Voortgezet Agogisch Beroepsonderwijs). Hier werkte ze van 1977 tot en met 1987 nauw samen met de bekende feministe Anja Meulenbelt.

## Kennismaking met meditatie
In 1987 kon ze gebruik maken van een tijdelijke regeling om op haar 55ste al met pensioen te gaan. In de vrijgekomen tijd gaf ze aanvankelijk vooral cocounselingtrainingen over de hele wereld. Begin 1986 kwam ze op het spoor van de boeddhistische vipassana- of inzichtmeditatie, toen ze een meditatieavond bezocht van de Thaise monnik Mettavihari (1942-2007) in zijn tempel in de Sint Pieterspoortsteeg in Amsterdam. Door deze vorm van meditatie was ze meteen gegrepen. Het kwam tegemoet aan een verlangen naar spirituele verdieping.

## Meditatietraining
Ze bleef mediteren in de theravadatraditie en ging retraites volgen in Nederland, Engeland, Duitsland en de Verenigde Staten. In 1991 stopte ze helemaal met de cocounseling, om zich hierop volledig te kunnen toeleggen. Vanaf 1991 volgde ze vele retraites in Azië bij drie directe leerlingen van de Birmese Mahasi Sayadaw (1904-1982). Hij was de eerste monnik in de theravadatraditie die meditatie-onderricht had gegeven aan leken. Mettavihari had volgens deze Mahasi-methode leren mediteren en die overgebracht op zijn leerlingen. In de periode 1991-1995 volgde ze retraites bij de leraren U Janaka (1928) en U Asabha (1910-2010); vanaf 1995 ging ze jaarlijks in retraite bij U Kundala. In 2003 kwam ze U Nandamala (1940) op het spoor, een leerling U Pandita (1921-2016), die op zijn beurt een leerling was van Mahasi Sayadaw is. Van U Nandamala kreeg Jotika vanaf 2003 les in de abhidhamma, de boeddhistische psychologie.

## Leidinggevende meditatiecentrum Amsterdam
In 1992 nam ze de leiding van de boeddhistische tempel in Amsterdam over van Mettavihari, en ging ze hier ook wonen. De tempel werd steeds meer een meditatiecentrum met veel activiteiten voor vipassana-beoefenaars. Op 13 mei 1995 liet ze zich wijden tot boeddhistische non, en kreeg ze van Mettavihari de naam Jotika. Ze vond het lastig dat ze door haar boeddhistische kleding op afstand van de mensen om haar heen kwam te staan, dus eind 1995 gaf ze haar robe terug. Vanaf toen was ze upasika, boeddhist met acht leefregels, waardoor ze zich weer wat vrijer voelde in haar gedrag. Vanbinnen voelt ze zich nog net zozeer een non als daarvoor.

## Oprichtster van stichting Sangha Metta
In 1993 richtte Joke de stichting Sangha Metta op, letterlijk ‘gemeenschap van liefdevolle vriendelijkheid’. Haar droom was het beginnen van een retraitecentrum waar met name vrouwen langere tijd zouden kunnen mediteren — al zouden mannen niet worden uitgesloten. De leiding zou vooral bij vrouwen moeten berusten. Dat paste bij haar feministische instelling en was een reactie op het boeddhisme in Nederland, dat werd gedomineerd door mannen. Aanvankelijk gaf ze haar retraites samen met Mettavihari, op verschillende locaties. Na zijn dood traden andere leraren toe tot het team van Sangha Metta, en ging ze nieuwe leraren opleiden. Een eigen gebouw vond ze niet, maar vanaf 1999 biedt Sangha Metta een groot aantal retraites aan op het terrein van het Internationaal Theosofisch Centrum in Naarden.

## Erkenning
Op 8 maart 2005 werd Jotika Hermsen in Bangkok door de Verenigde Naties uitgeroepen tot Outstanding Woman in Buddhism, een prijs die sinds 2002 op Internationale Vrouwendag wordt uitgereikt om de prestaties van boeddhistische vrouwen te eren. En in 2012, op haar tachtigste verjaardag, kreeg ze een koninklijke onderscheiding op voor haar verdiensten als meditatielerares. Ze werd Ridder in de Orde van Oranje-Nassau.

## Publiciteit
Van 2002 tot 2012 sprak Jotika maandelijks een radiocolumn uit voor de Boeddhistische Omroep Stichting (BOS). Een deel van deze columns werd in 2008 gebundeld in Botox of Boeddha. In 2012 maakte de BOS een televisieportret van haar, Getrouwd met God, één met Boeddha. Tien jaar later verscheen Anders zien, waarin een deel van haar latere columns en van haar boeddhistische lezingen gebundeld zijn. In september 2024 werd haar biografie gepubliceerd.

## Laatste levensfase
In 2012 kreeg ze de spierziekte polymyositis, waardoor ze steeds slechter kan lopen en steeds minder kracht in haar vingers heeft. Tot en met 2022 gaf ze nog retraites in Naarden. Op 9 mei 2020 (in coronatijd) nam ze het initiatief tot een dagelijkse online meditatiegroep. Ze geeft ook nog enkele retraites per jaar online en ze begeleidt een meditatiegroep en een studiegroep in haar huidige woonplaats Heino. Tot de zomer van 2023 maakte ze deel uit van de Dharma Advies Raad (DAR) van de Boeddhistische Unie Nederland (BUN).

## Boeken van Jotika Hermsen
- Botox of Boeddha, Schoonheid in het alledaagse [verzamelde radiocolumns] (Asoka, 2008)
- Anders zien. De mooiste teksten van meditatieleraar Jotika Hermsen (Samsara, 2023, derde druk)

## Documentaires en boeken over Jotika Hermsen
- Jurgen Gude, Monnik af, non voor het leven (BOS, 2001), documentaire over de vipassanaleraren Frits Koster en Jotika Hermsen
- Joop van Wijk, Boeddhisme in Nederland (BOS, 2008), televisieserie met o.a. Jotika Hermsen
- Babeth VanLoo, Getrouwd met God, één met Boeddha (BOS, 2012), documentaire over Jotika Hermsen
- Coen Verbraak, Kijken in de ziel: religieuze leiders (NTR, 2018), televisieserie met o.a. Jotika Hermsen
- Joris Linssen, Boeddha in de polder (De boeddhistische blik, 4 januari 2024), tv-programma met o.a. Jotika Hermsen
- Frieda Pruim, Jotika Hermsen. De vier levens van een spiritueel pionier (Samsara, 2024), biografie

- International Standard Name Identifier: 0000 0003 6898 941X
- Nederlandse Thesaurus van Auteursnamen: 30828061X
- Virtual International Authority File: 290894672